# Qu (poésie)
Pour les articles homonymes, voir Qu.
Le qu (chinois : 曲 ; pinyin : qǔ ; EFEO : k'iu) est un style de poème chanté. Ce genre littéraire chinois s'est surtout pratiqué sous la dynastie Yuan.
Les parties chantées (qu) du zaju, la forme théâtrale florissante sous les Yuan, ont donné naissance à un nouveau genre poétique du même nom, qu, qui sont les airs extraits des opéras, ou sanqu (散曲, sǎnqǔ, « arias détachés »), poèmes composés indépendamment. Le genre est typique de la dynastie Yuan. Il perdure, sans être aussi populaire, sous les dynasties Ming et Qing,.
C'est un genre auquel se sont adonnés la plupart des dramaturges. Le qu est similaire au ci des Song, à la différence près que les airs sur lesquels les poèmes sont composés viennent du répertoire théâtral. Alors que le ci était devenu un genre d'une grande virtuosité, le qu se rapproche de la chanson populaire et est le genre poétique le plus proche de la langue parlée. Le dramaturge Ma Zhiyuan est le grand poète du genre, faisant comme dans ses pièces place à l'inspiration taoïste. Zhang Kieju (zh) (1280 — 1348) s'est aussi illustré dans ce genre. Son style élégant marque un retour vers la langue littéraire,. 
Les qu d'une strophe sont appelés xiaoling (小令, xiǎolìng), tandis que les suites sont nommées taoshu (套数 / 套數, tàoshù) ou santao (散套, sǎntào). En raison des contraintes techniques du genre, qui demandaient de bonnes connaissances musicales, le genre a été peu pratiqué par les lettrés, en dehors des dramaturges.

## Traduction
- Paul Demiéville (dir.), Anthologie de la poésie chinoise classique, Paris, Gallimard, 1962, rééd. coll. « Poésie » (« Poèmes à chanter (k'iu) des Yuan », p. 465-485)

## Adaptation musicale contemporaine
- Richard St. Clair (en), Songs from the Chinese, for Soprano, Flute, String Bass, and Piano, 2005 [lire en ligne]